# ستيفن سكريغنز
ستيفن سكريغنز (بالإنجليزية: Stefen Scriggins) (مواليد 17 أبريل 1970) هو ملاكم أسترالي، مثّل بلاده في الألعاب الأولمبية الصيفية 1992.

## روابط خارجية
ستيفن سكريغنز على موقع بوكس ريك (الإنجليزية) (registration required)
- ستيفن سكريغنز على موقع أوليمبيديا (الإنجليزية)